# Мускатник
Муска́тник, или Муска́тный оре́х, или мускатное де́рево (лат. Myrīstica) — род вечнозелёных двудомных деревьев семейства Мускатниковые. Десять видов в тропиках Старого Света.

## Описание
Все или почти все виды двудомны. Кнут (1904), однако, цитирует сообщение о том, что деревья были мужскими по своему половому выражению в молодости и женскими позже. Околоцветник одного оборота из трех в значительной степени соединенных сегментов. Тычинок от двух до тридцати, частично или полностью сросшихся. Завязь верхняя, состоящая из одного однояйцевидного плодолистика. Виды этого рода используют вторичное представление пыльцы (представление пыльцы в цветке без пыльника), типом которого является Pollenhaufen (по-немецки «пыльцевая куча»), где пыльца находится в виде открытой кучи у основания цветка.

## Этимология
Название Myristica происходит от греческого прилагательного myristikos, означающего «ароматный, для помазания», что указывает на его раннее использование. Прилагательное образовано от существительного myron («духи, мазь, масло для помазания»).

## Выбранные виды
Согласно Plants of the World Online по состоянию на апрель 2021 года существует 171 признанный вид Myristica. Выбранные виды включают:
- Myristica alba W.J.de Wilde
- Myristica andamanica Hook.f.
- Myristica arfakensis W.J.de Wilde
- Myristica argentea Warb. — Мускатник папуасский, или Серебряный мускатный орех
- Myristica atrescens W.J.de Wilde
- Myristica basilanica W.J.de Wilde
- Myristica brachypoda W.J.de Wilde
- Myristica brevistipes W.J.de Wilde
- Myristica buchneriana Warb.
- Myristica byssacea W.J.de Wilde
- Myristica ceylanica A.DC.
- Myristica cinnamomea King
- Myristica coacta W.J.de Wilde
- Myristica colinridsdalei W.J.de Wilde
- Myristica conspersa W.J.de Wilde
- Myristica corticata W.J.de Wilde
- Myristica crassa King
- Myristica dactyloides Gaertn.
- Myristica dasycarpa W.J.de Wilde
- Myristica depressa W.J.de Wilde
- Myristica devogelii W.J.de Wilde
- Myristica elliptica Wall. ex Hook.f. & Thomson
- Myristica extensa W.J.de Wilde
- Myristica fasciculata W.J.de Wilde
- Myristica filipes W.J.de Wilde
- Myristica fissurata W.J.de Wilde
- Myristica flavovirens W.J.de Wilde
- Myristica fragrans Houtt. — Мускатник душистый
- Myristica frugifera W.J.de Wilde
- Myristica gigantea King
- Myristica gillespieana A.C.Sm.
- Myristica globosa Warb.
- Myristica grandifolia A.DC.
- Myristica guadalcanalensis W.J.de Wilde
- Myristica guatteriifolia A.DC.
- Myristica guillauminiana A.C.Sm.
- Myristica hollrungii Warb.
- Myristica inaequalis W.J.de Wilde
- Myristica incredibilis W.J.de Wilde
- Myristica iners Blume
- Myristica inundata W.J.de Wilde
- Myristica kalkmanii W.J.de Wilde
- Myristica kjellbergii W.J.de Wilde
- Myristica lasiocarpa W.J.de Wilde
- Myristica lepidota Blume
- Myristica leptophylla W.J.de Wilde
- Myristica lowiana King
- Myristica macrantha A.C.Sm.
- Myristica magnifica Bedd.
- Myristica maingayi Hook.f.
- Myristica malabarica Lam. — Мускатник малабарский, или Малабарский мускатный орех
- Myristica maxima Warb.
- Myristica mediterranea W.J.de Wilde
- Myristica millepunctata W.J.de Wilde
- Myristica nana W.J.de Wilde
- Myristica olivacea W.J.de Wilde
- Myristica ornata W.J.de Wilde
- Myristica ovicarpa W.J.de Wilde
- Myristica pachycarpidia W.J.de Wilde
- Myristica papillatifolia W.J.de Wilde
- Myristica perlaevis W.J.de Wilde
- Myristica petiolata A.C.Sm.
- Myristica philippensis Lam.
- Myristica pilosella W.J.de Wilde
- Myristica pilosigemma W.J.de Wilde
- Myristica psilocarpa W.J.de Wilde
- Myristica pubicarpa W.J.de Wilde
- Myristica pygmaea W.J.de Wilde
- Myristica robusta W.J.de Wilde
- Myristica sangowoensis (J.Sinclair) W.J.de Wilde
- Myristica sarcantha W.J.de Wilde
- Myristica schlechteri W.J.de Wilde
- Myristica simulans W.J.de Wilde
- Myristica sinclairii W.J.de Wilde
- Myristica sogeriensis W.J.de Wilde
- Myristica tamrauensis W.J.de Wilde
- Myristica trianthera W.J.de Wilde
- Myristica tubiflora Blume
- Myristica ultrabasica W.J.de Wilde
- Myristica verruculosa W.J.de Wilde
- Myristica xylocarpa W.J.de Wilde
- Myristica yunnanensis Y.H.Li

Ботанические иллюстрации
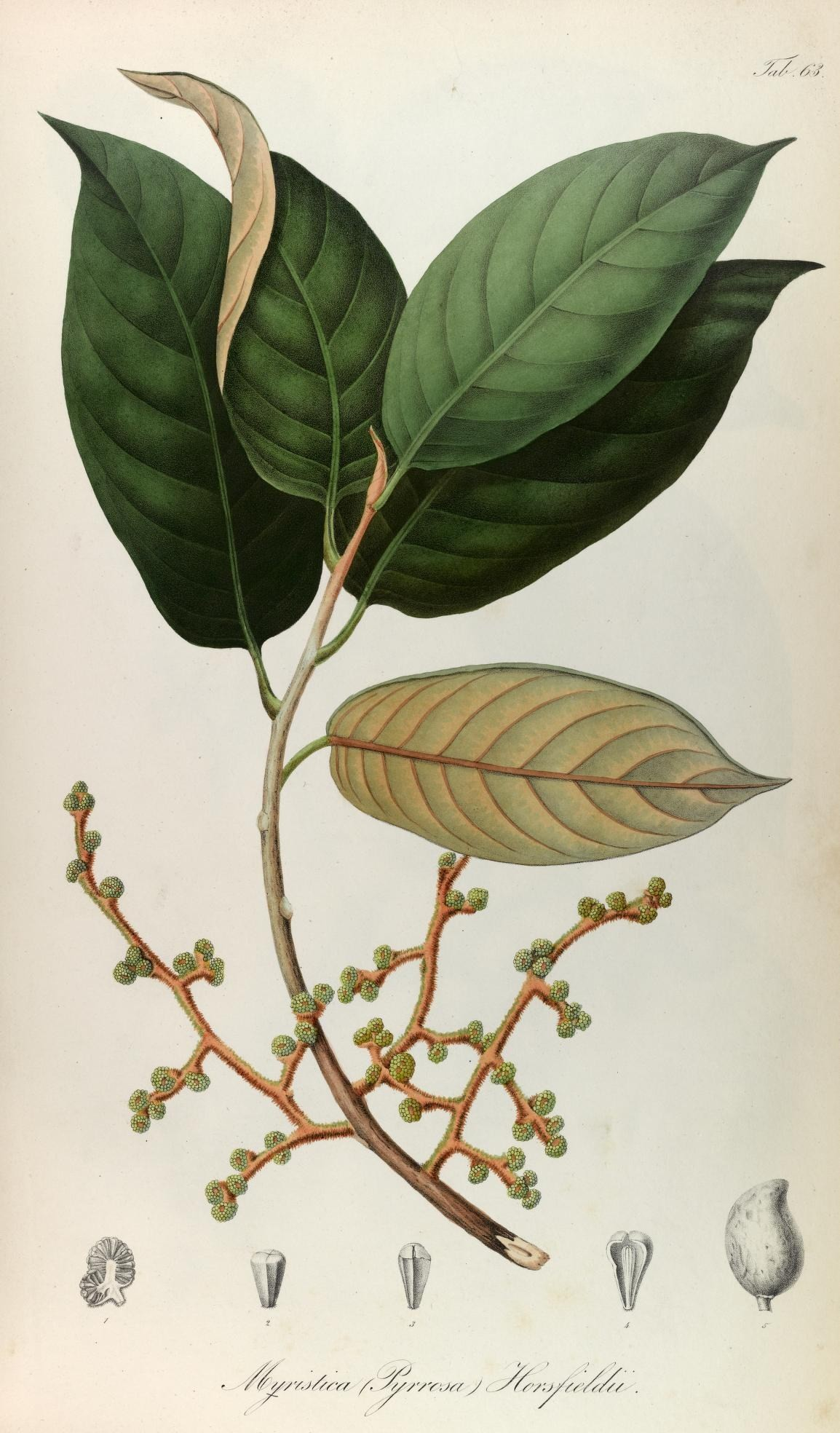
Myristica horsfieldi
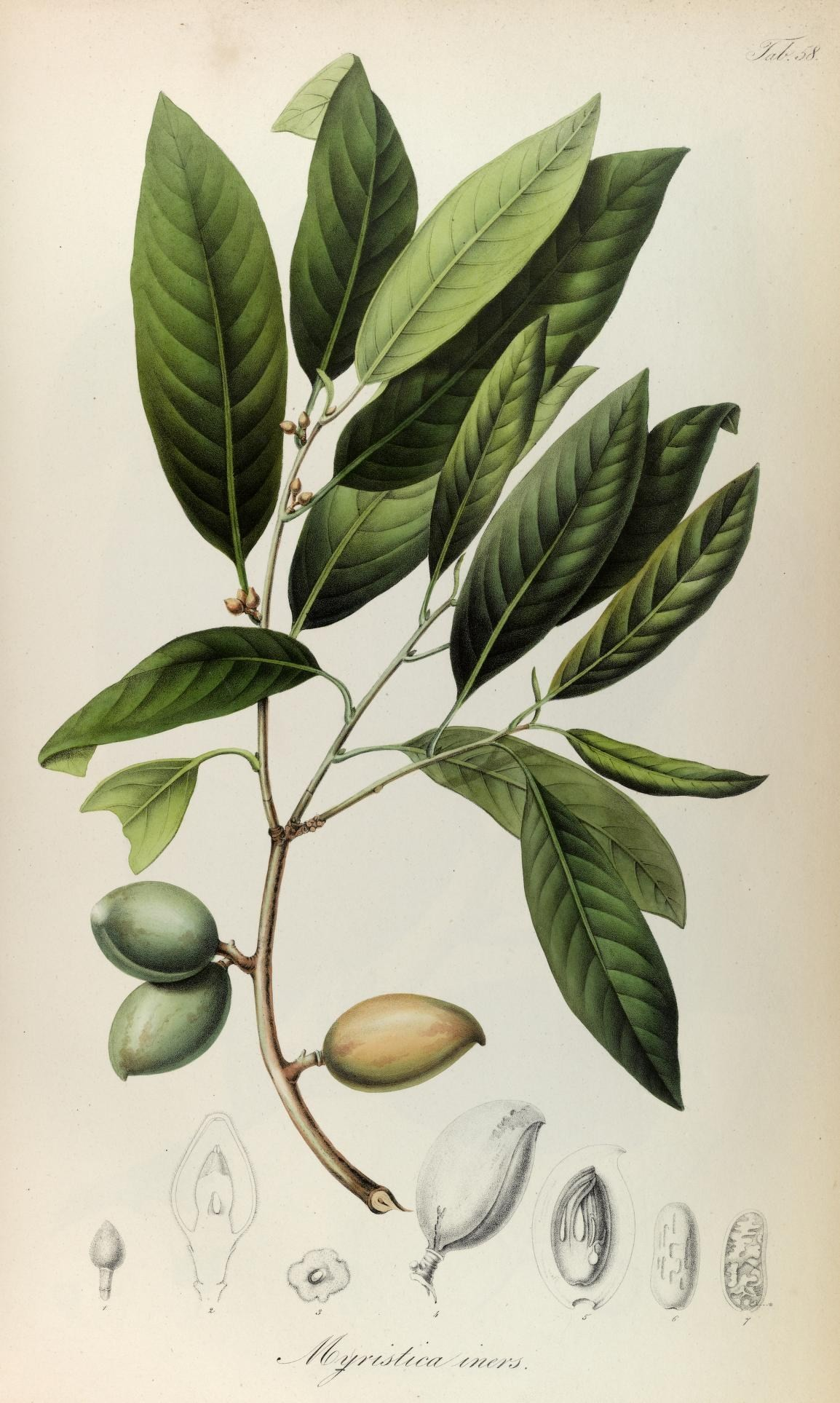
Myristica iners
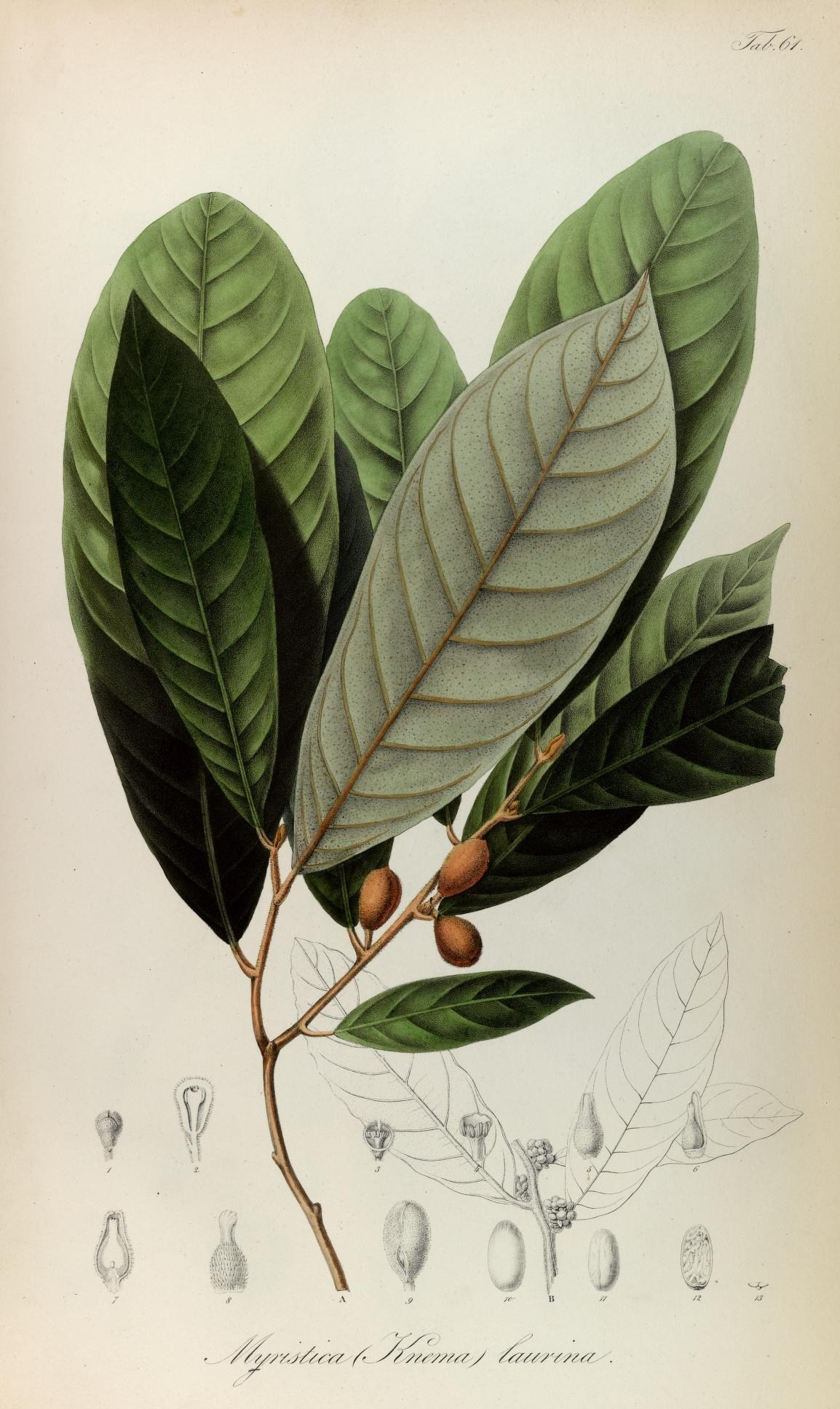
Myristica laurina
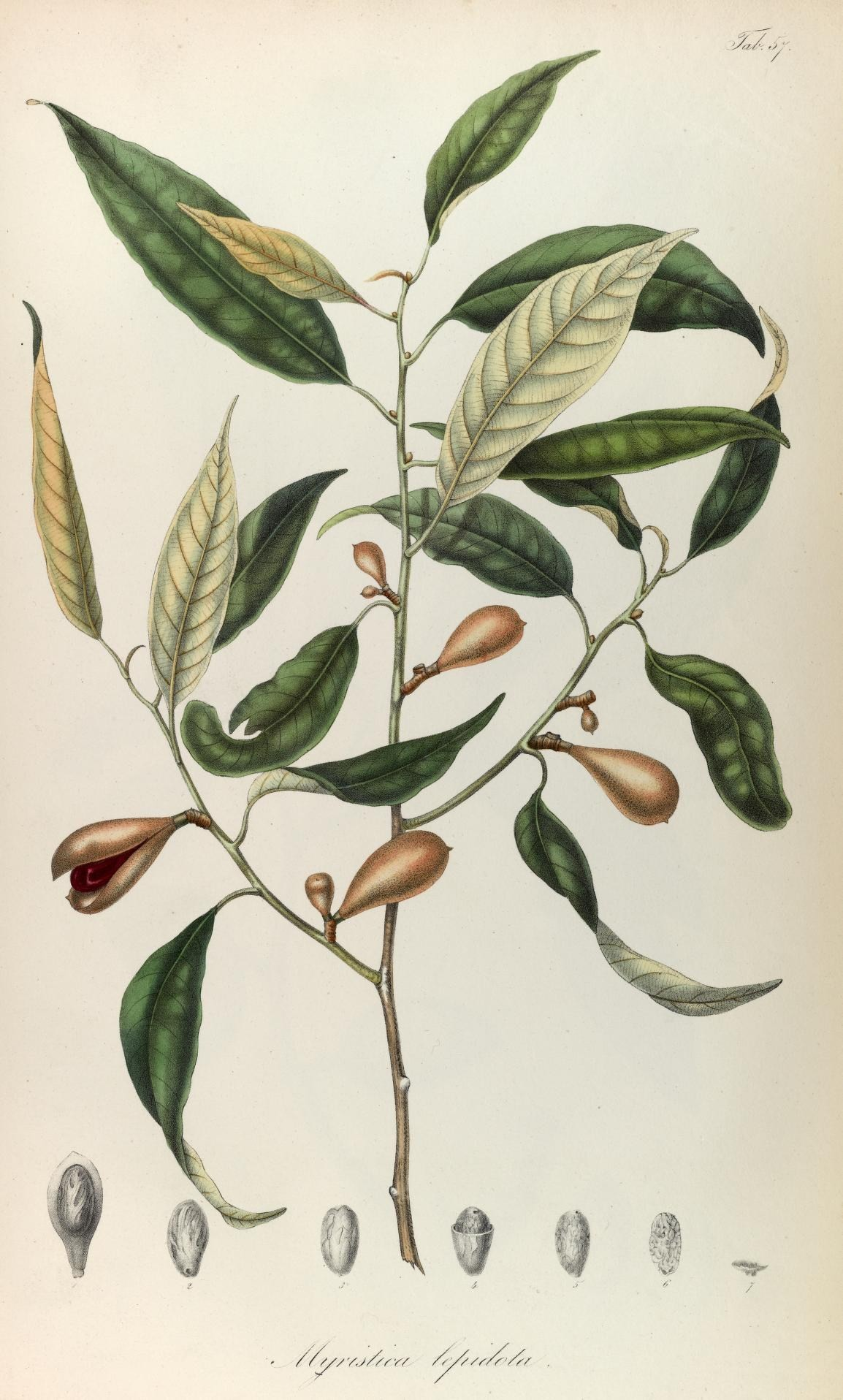
Myristica lepidota
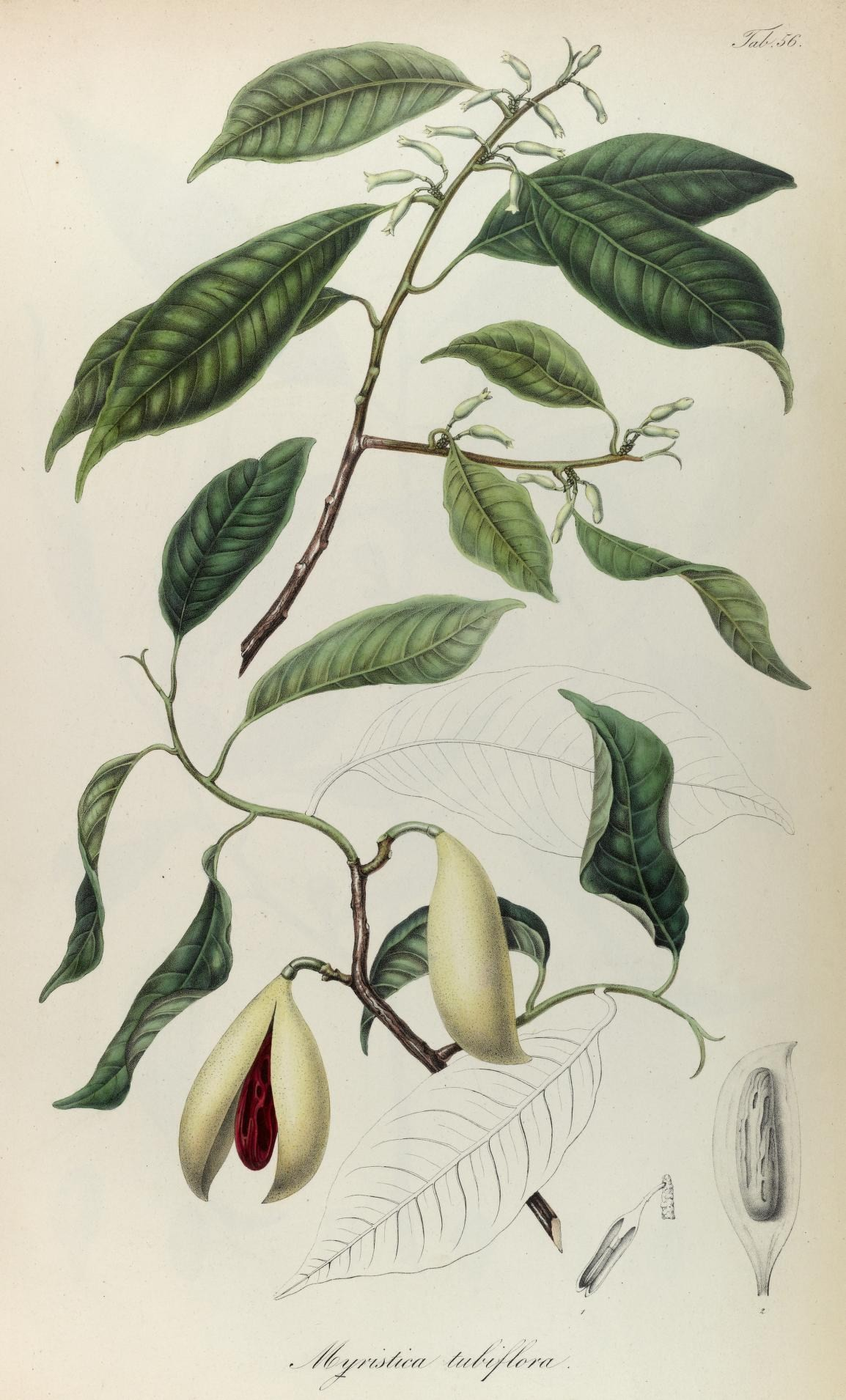
Myristica tubiflora

## Распространение
Родина — Молуккские острова; в культуре — в тропических регионах всего света. Одним из главных центров выращивания мускатного ореха был остров Рун в Малайском архипелаге, в группе островов Банда.

## Применение

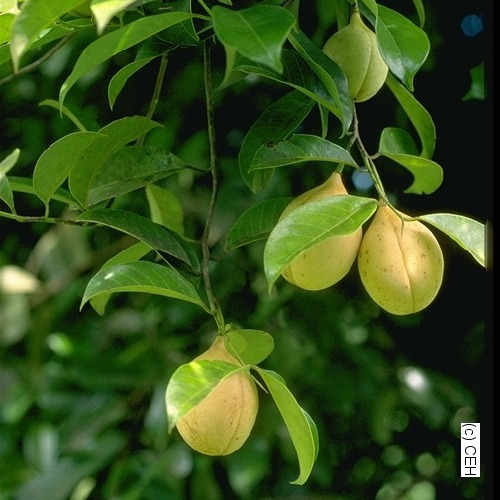
Плоды

Важнейший источник пряностей — мускатник душистый (Myristica fragrans). Семя мускатника (мускатный орех) и высушенный присемянник (мацис, мускатный цвет) имеют жгуче-пряный вкус и своеобразный аромат. Мускатный орех используется в кулинарии и пищевой промышленности, а также для получения эфирных масел, применяемых в медицине, парфюмерии, ароматерапии и табачном производстве.
Мускатные эфирные масла получают методом паровой отгонки из очищенных орехов или околосемянников. Эти эфирные масла используются в пищевой промышленности, парфюмерии, медицине и ароматерапии.
В Индии растет еще один вид мускатника — Myristica malabarica (малабарский мускатный орех, или бомбейский мускатный орех). В лесах других тропических стран встречаются разновидности Myristica argentea и Myristica fatua. Аромат орешков всех этих деревьев менее насыщен.